# الرياض (الزقازيق)
الرياض إحدى قرى مركز الزقازيق التابع لمحافظة الشرقية بجمهورية مصر العربية.

## السكان
بلغ عدد سكان الرياض 3,299 نسمة، حسب الإحصاء الرسمي لعام 2006.